# Tetraederzahl

Ein tetraedrischer Cluster der Basislänge 5, der 35 Kugeln umfasst. Jede Etage repräsentiert eine der fünf ersten Dreieckszahlen.

Etagen-Darstellung der 35 Kugeln in einem Tetraeder der Basislänge 5

Eine Tetraederzahl ist eine Zahl, die sich nach der Formel
{\displaystyle T_{n}={\frac {n(n+1)(n+2)}{6}}}
aus einer natürlichen Zahl {\displaystyle n} berechnen lässt. Die ersten Tetraederzahlen sind
0, 1, 4, 10, 20, 35, 56, 84, 120, 165, 220, … (Folge A000292 in OEIS)
Bei einigen Autoren ist die Null keine Tetraederzahl, sodass die Zahlenfolge erst mit der Eins beginnt.
Der Name Tetraederzahl leitet sich aus einer geometrischen Eigenschaft ab. Legt man Steine zu einem Tetraeder, indem man Dreiecke übereinanderlegt, deren Seitenlängen von oben nach unten jeweils um eins zunehmen, dann entspricht die Anzahl der Steine einer Tetraederzahl.
Dabei ist {\displaystyle n} die Anzahl dieser Dreiecke und damit auch die Anzahl der Steine, die eine Kante des Tetraeders bilden. Aufgrund dieser Verwandtschaft mit einer geometrischen Figur zählen die Tetraederzahlen zu den figurierten Zahlen, zu denen auch die Dreieckszahlen und Quadratzahlen gehören. Neben Dreiecken lassen sich auch andere Polygone als Grundrisse von Pyramiden verwenden. Diese Körper führen zu weiteren Pyramidenzahlen.
Ihre geometrische Repräsentation ist ein tetraedrischer Cluster in der dichtesten Kugelpackung,  wie sie etwa als dekorative Aufschichtung  von Orangen (oder anderen kugeligen Früchte) beim Obsthändler zu sehen sind.
Insbesondere entspricht die 20 (die vierte Tetraederzahl, repräsentiert durch einen tetraedrischen Cluster der Basislänge 4) der dreidimensionalen Erweiterung der Tetraktys (die für die Pythagoreer heilige vierte Dreieckszahl 10) und enthält diese als Basis und Seitenflächen.
Bemerkenswert ist eine überraschende Eigenschaft dieser Cluster:
Im Gegensatz zum regulären Tetraeder ist es mit Tetraeder-Clustern bis zur Basislänge 4 möglich, den Raum in der kubisch dichtesten Kugelpackung lückenlos zu füllen.
Die Formel für die {\displaystyle n}-te Tetraederzahl lässt sich auch mithilfe eines Binomialkoeffizienten schreiben:
{\displaystyle T_{n}={\binom {n+2}{3}}.}

## Beziehungen zu anderen figurierten Zahlen
Die {\displaystyle n}-te Tetraederzahl ist die Summe der ersten {\displaystyle n} Dreieckszahlen {\displaystyle \Delta _{i}}.
{\displaystyle T_{n}=\sum _{i=1}^{n}\Delta _{i}=\Delta _{1}+\Delta _{2}+\ldots +\Delta _{n}}
Da die {\displaystyle n}-te Dreieckszahl selbst die Summe der ersten {\displaystyle n} natürlichen Zahlen ist, sind die Tetraederzahlen deren räumliche Verallgemeinerung.
Nur fünf Zahlen sind beides, Dreieckszahl und Tetraederzahl: 1, 10, 120, 1540, 7140. (Folge A027568 in OEIS)
Drei Zahlen sind zugleich Quadratzahl und Tetraederzahl: 1, 4, 19600.
Die Tetraederzahlen lassen sich selbst wieder aufsummieren und die Summe der ersten {\displaystyle n} Tetraederzahlen ist die {\displaystyle n}-te Pentatopzahl.
Die Differenz aufeinanderfolgender Tetraederzahlen ist eine Dreieckszahl, die Differenz einer Tetraederzahl zu ihrem Vorvorgänger eine Quadratzahl.

## Summe der Kehrwerte
Die Summe der Kehrwerte aller Tetraederzahlen ist {\displaystyle {\tfrac {3}{2}}}.
{\displaystyle \sum _{n=1}^{\infty }T_{n}^{-1}=\sum _{n=1}^{\infty }{\frac {6}{n(n+1)(n+2)}}={\frac {3}{2}}}

## Erzeugende Funktion
Der Funktionsterm
{\displaystyle f(x)={\frac {x}{(x-1)^{4}}}=1x+4x^{2}+10x^{3}+20x^{4}+\ldots }
enthält in seiner Reihenentwicklung (rechte Seite der Gleichung) jeweils die {\displaystyle n}-te Tetraederzahl als Koeffizient zu {\displaystyle x^{n}}. Die Funktion {\displaystyle f} wird deshalb erzeugende Funktion der Tetraederzahlen genannt.